# Oliver Berg
Oliver Berg (sinh ngày 28 tháng 8 năm 1993) là một cầu thủ bóng đá người Na Uy thi đấu cho Dalkurd.